# Авангард: Арктические волки
«Авангард: Арктические волки» (кит. 急先锋, англ. Vanguard) — китайский фильм в жанре боевика, криминала и с элементами комедии с Джеки Чаном в главной роли. Изначально премьера фильма планировалась на январь 2020 года, но из-за пандемии COVID-19 он вышел 30 сентября 2020 года, а в России — 15 октября 2020 года.

## Синопсис
В Великобритании группа наёмников «Арктические волки» похищает китайского бизнесмена и его дочь. Единственная надежда на спасение заложников — международная служба безопасности «Авангард», имеющая у себя на вооружении все новейшие достижения науки и техники, а также опытных агентов.

## В ролях
- Джеки Чан — Тан Хуатин
- Ян Ян — Ли Чжень Ю
- Лунь Ай — Чжан Кайсюань
- Саид Бадрия — Абати
- Чжу Чжэнтин — Шендао
- Эяд Хурани — Омар
- Мир Сарвар — Каласу
- Брахим Ачаббаки — Брото

## Производство
Съёмки проходили в Дубае (ОАЭ) и в Лондоне (Великобритания).
В январе 2019 года Джеки Чан чуть не утонул во время съёмки сцены с водным мотоциклом.
Как сообщает South China Morning Post, Джеки Чан получил 80 миллионов юаней.

## Саундтрек
Среди исполнителей официального саундтрека — сам Джеки Чан, который спел заглавную песню «Ambition in my Heart», и Димаш Кудайберген.

## Прокат
Фильм должен был выйти 25 января 2020 года в Китае, но был отложен из-за пандемии COVID-19. Прокат в Сингапуре также был отложен из-за отсрочки выхода фильма в Китае. Поскольку вспышка COVID-19 в Китае привела к отмене многих кинопремьер, определённые правила запрещали прокат любого китайского фильма за границей до его выхода в Китае.
1 сентября 2020 года было объявлено, что фильм выйдет в китайские кинотеатры 30 сентября 2020 года. Английская версия фильма появилась в кинотеатрах Объединённых Арабских Эмиратов и некоторых соседних стран 8 октября 2020 года. В России фильм вышел в прокат 15 октября 2020 года.
Gravitas Ventures приобрела права на фильм в Северной Америке и 20 ноября 2020 года провела широкий прокат, включая IMAX.
Этот фильм был выпущен на Blu-ray и DVD в Гонконге 15 декабря 2020 года.

## Реакция

### Кассовые сборы
За первые две недели в китайских кинотеатрах фильм собрал 246 миллионов юаней (примерно 37 миллионов долларов).
В России фильм собрал 24 586 218 рублей.
Сумма сборов в мировом прокате составляет 50 814 965 долларов.

### Отзывы критиков
На сайте-агрегаторе рецензий Rotten Tomatoes фильм имеет рейтинг 29 % со средней оценкой 4,40 из 10 на основе 66 отзывов.
Питер Брэдшоу из The Guardian присвоил фильму 2 звезды из 5 и оценил сцену с водными мотоциклами на краю водопада. Игнатий Вишневецкий дал фильму оценку «D» и отметил, что он был скучным. Деннис Харви из Variety написал в своём отзыве, что «Авангард» был потрясающе разнообразным, большим, ярким и универсальным во всём, за исключением самых глупых излишеств.

### Комментарии
1. ↑  В оригинальном названии отсутствует дополнение «Арктические волки»